# شهرياري (كويرات)
شهریاري (بالفارسية: شهریاری) هي قرية تقع في إيران في Kavirat Rural District.